# Holiša
Holiša (węg. Ipolygalsa) – wieś (obec) na Słowacji położona w kraju bańskobystrzyckim, w powiecie Łuczeniec. Pierwsze wzmianki o miejscowości pochodzą z roku 1246. 
Według danych z dnia 31 grudnia 2012, wieś zamieszkiwały 683 osoby, w tym 342 kobiety i 341 mężczyzn.
W 2001 roku rozkład populacji względem narodowości i przynależności etnicznej wyglądał następująco:
- Słowacy – 38,06%
- Czesi – 0,54%
- Romowie – 4,85%
- Ukraińcy – 0,36%
- Węgrzy – 55,66%

Ze względu na wyznawaną religię struktura mieszkańców kształtowała się w 2001 roku następująco:
- Katolicy rzymscy – 88,69%
- Grekokatolicy – 0,54%
- Ewangelicy – 4,13%
- Ateiści – 3,77%
- Nie podano – 1,26%

## Kościół

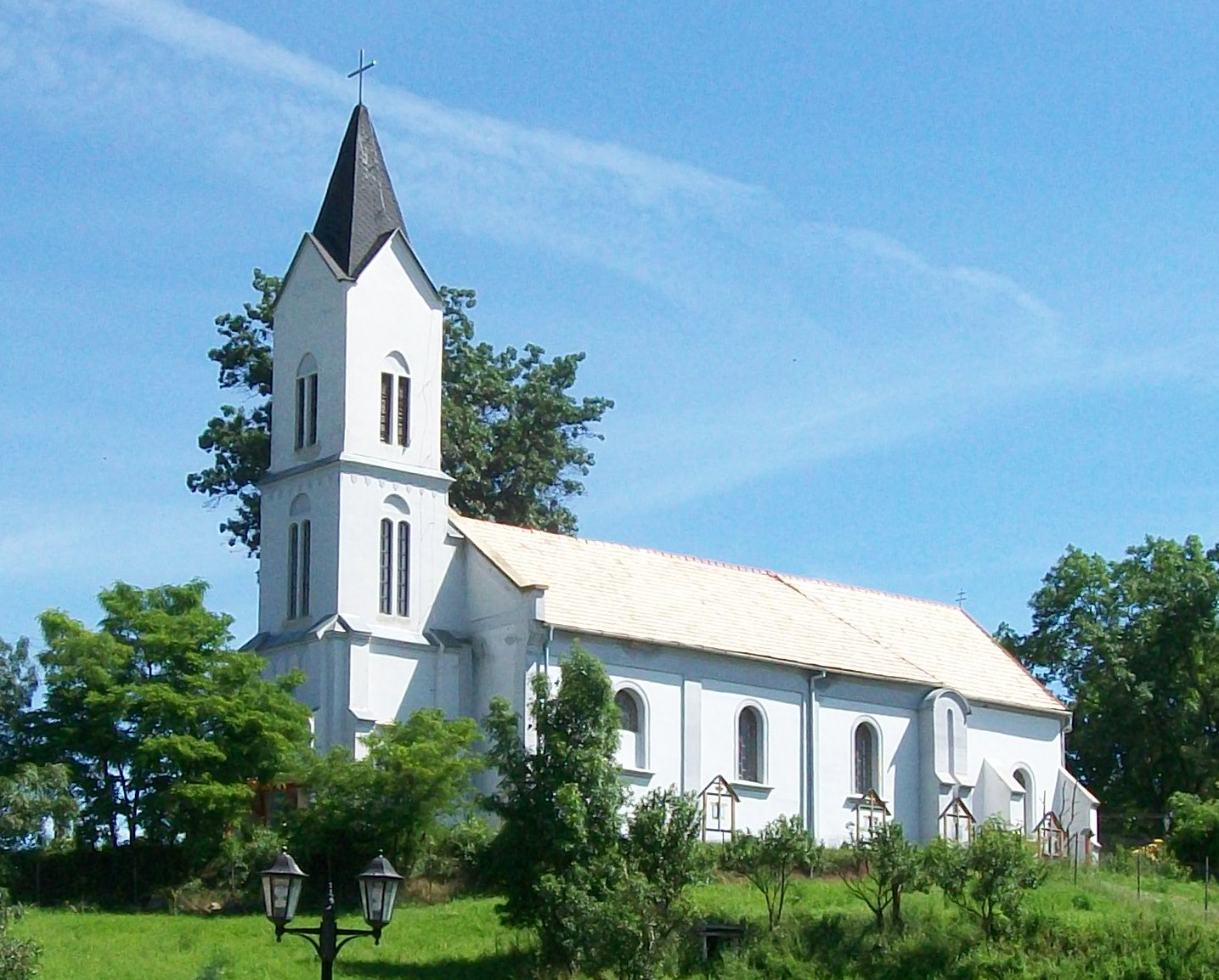
Kościół pw. Narodzenia NMP

W Holišy znajduje się barokowy kościół pw. Narodzenia NMP z 1768, zbudowany na starszych fundamentach. Po 1854 został odrestaurowany, potem odnawiany w latach 1901, 1912, 1930 i 1946. Kościół ma układ jednonawowy z wielobocznym prezbiterium, sklepienie kolebkowe z lunetami. Wnętrze barokowe, podzielone wklęsło-wypukłymi filarami, na których opierają się belki sklepienia.
Wyposażenie kościoła:
- drewniana polichromowana rzeźba Marii Panny, ludowa, z 2. połowy XIX wieku, znajduje się po prawej stronie nawy
- późnobarokowa drewniana polichromowana ambona z końca XVIII w. Oryginalne są cztery figury ewangelistów i baldachim, parapet i figura Chrystusa na szczycie baldachimu są późniejsze. Znajduje się po prawej stronie nawy.
- klasycystyczna chrzcielnica z przełomu XVIII/XIX w., wykonana z piaskowca
- dzwon, pierwotnie z 1612, nowszy klasycystyczny z 1847
- późnobarokowy pacyfikał (relikwiarz) z końca XVIII w., przechowywany w zakrystii.[9]